# Văgiulești
Văgiulești es una comuna ubicada en el distrito de Gorj, Rumania.

## Superficie
Cuenta con una superficie de 48,01 kilómetros cuadrados.

## Demografía
Hasta 2021 la población era de 2188 habitantes, con una densidad de población de 45,57 habitantes por kilómetro cuadrado.